# مصطفی تاجیک
مصطفی تاجیک (زاده ۱۸ فروردین ۱۳۱۱ – ۲۵ خرداد ۱۳۸۹) کشتی‌گیر اهل ایران بوده است.
وی در بازی‌های المپیک تابستانی ۱۹۶۰ در وزن Lightweight آزاد شرکت کرده و پس از ۴ برد و ۲ شکست در رده چهارم قرار گرفته است..